# Рийечани (Лакташи)
Рийечани (серб. Ријечани) — населенный пункт в общине Лакташи, который принадлежит энтитету Республике Сербской, Босния и Герцеговина. По результатам югославской переписи населения 1991 года в Рийечанах проживало 118 человек.